# Matala Vuontisjärvi
Matala Vuontisjärvi eller Maatala Vuontisjärvi är en sjö i Finland. Den ligger i kommunen Sodankylä i landskapet Lappland, i den norra delen av landet, 800 km norr om huvudstaden Helsingfors. Matala Vuontisjärvi ligger 202,6 meter över havet. Arean är 71,5 hektar och strandlinjen är 4,27 kilometer lång. Sjön  ingår i Kemi älvs huvudavrinningsområde.   
I övrigt finns följande vid Matala Vuontisjärvi:
- Syvä Vuontisjärvi (en sjö)